# Appropriate Behavior
Pour plus de détails, voir Fiche technique et Distribution.
Appropriate Behavior est un film britannique réalisé par Desiree Akhavan, sorti en 2014.

## Fiche technique
- Titre : Appropriate Behavior
- Réalisation : Desiree Akhavan
- Scénario : Desiree Akhavan
- Production :
- Musique : Josephine Wiggs
- Pays d'origine :  Royaume-Uni
- Genre : Comédie dramatique, romance saphique
- Durée : 90 minutes (1 h 30)
- Lieux de tournage : Brooklyn, New York (États-Unis)
- Date de sortie : 
  - États-Unis : 18 janvier 2014 (Festival du film de Sundance 2014)
  - Royaume-Uni : 6 mars 2015

## Distribution
- Desiree Akhavan : Shirin
- Rebecca Henderson : Maxine
- Halley Feiffer : Crystal
- Ryan Fitzsimmons : Brendan
- Anh Duong : Nasrin
- Hooman Majd : Mehrdad
- Arian Moayed : Ali
- Justine Cotsonas : Layli
- Scott Adsit : Ken
- Maryann Urbano : Jackie (as Maryan Urbano)
- Michael Lonergan : Jacques
- Annalisa Graziano : Felicia
- Aimee Mullins : Sasha

## Distinctions

### Nominations et sélections
- Gotham Awards 2015 : Bingham Ray Breakthrough Director pour Desiree Akhavan